# Dubčes
Dubčes (rusky Дубчес) je řeka v Krasnojarském kraji v Rusku. Je dlouhá 433 km. Povodí řeky má rozlohu 15 300 km².

## Průběh toku
Pramení v nevelké bažině a teče přes Západosibiřskou rovinu. Ústí zleva do Jeniseje.

### Přítoky
Nejvýznamnějším přítoky jsou zprava Velký Togulčes (Teulčes) a Točes.

## Vodní režim
Zdrojem vody jsou především sněhové srážky.